# Римские фонтаны
Римские фонтаны — два одинаковых по конструкции и оформлению фонтана дворцово-паркового ансамбля Петергоф.

## История
Фонтаны называются «римскими», так как их внешний облик был скопирован с двух фонтанов, установленных на площади Святого Петра в Риме. В целом двухъярусные фонтаны были популярны в XVIII веке. У каждого фонтана пять водомётов, дробящаяся вода скрывает рельефные украшения — гирлянды, раковины, маскароны и лавровые венки. Цветочные партеры поблизости, созданные в середине XVIII века Бернгардом Фоком, повторяют форму фонтанных бассейнов.
«Римские фонтаны» появились в парке в 1739 году и были выполнены из дерева с обшитыми свинцом чашами по проекту архитекторов И. Бланка и И. Давыдова. Проект их создания Н. Микетти перед Руинным каскадом существовал ещё в 1720-е годы, трубы из водоёма на горе проложил П. Суалем, бассейны фонтанов устилают квадратные отшлифованные плиты пудостского песчаника, кордоны сделаны из пудостского известняка.
В 1763 году фонтаны были передвинуты (по проекту Ф. Б. Растрелли, который был разработан ещё в 1756—1759 годах) и установлены на каменные фундаменты. Работами руководили П. Ю. Патон и С. А. Волков. Внешний вид фонтанов изменился, они сохранили двухъярусность, но стали более массивными, получили более пышные резные детали. Деревянные части были выкрашены под мрамор.
В 1797-1800 годы обветшавшие «Римские фонтаны» перестраиваются из кирпича и гранита с облицовкой рускольским и тивдийским мрамором. Украшения из дерева заменены на свинцовые по рисункам Ф. Стрельникова. Облицовку установил В. Давыдов, работами руководили Ф. Броуэр, Ф. Штенгель, Ф. Стрельников и Т. Насонов. Чаши стали плоскими, фонтаны получили строгие прямолинейные профили, каннелированные пилястры и прямоугольные мраморные панно.
Новые маскароны по модели И. П. Мартоса были отлиты в 1817 году.
Свинцовые детали были частично утеряны ещё до войны. В годы Великой Отечественной войны фашисты повредили мраморную облицовку пирамид, разрушили бассейны, подорвали трубопроводы. Отреставрированы фонтаны были уже в 1949 году.
Новые бронзовые детали взамен свинцовых были сделаны в 1954 году.
Высота фонтанов более 10 метров.

## Галерея

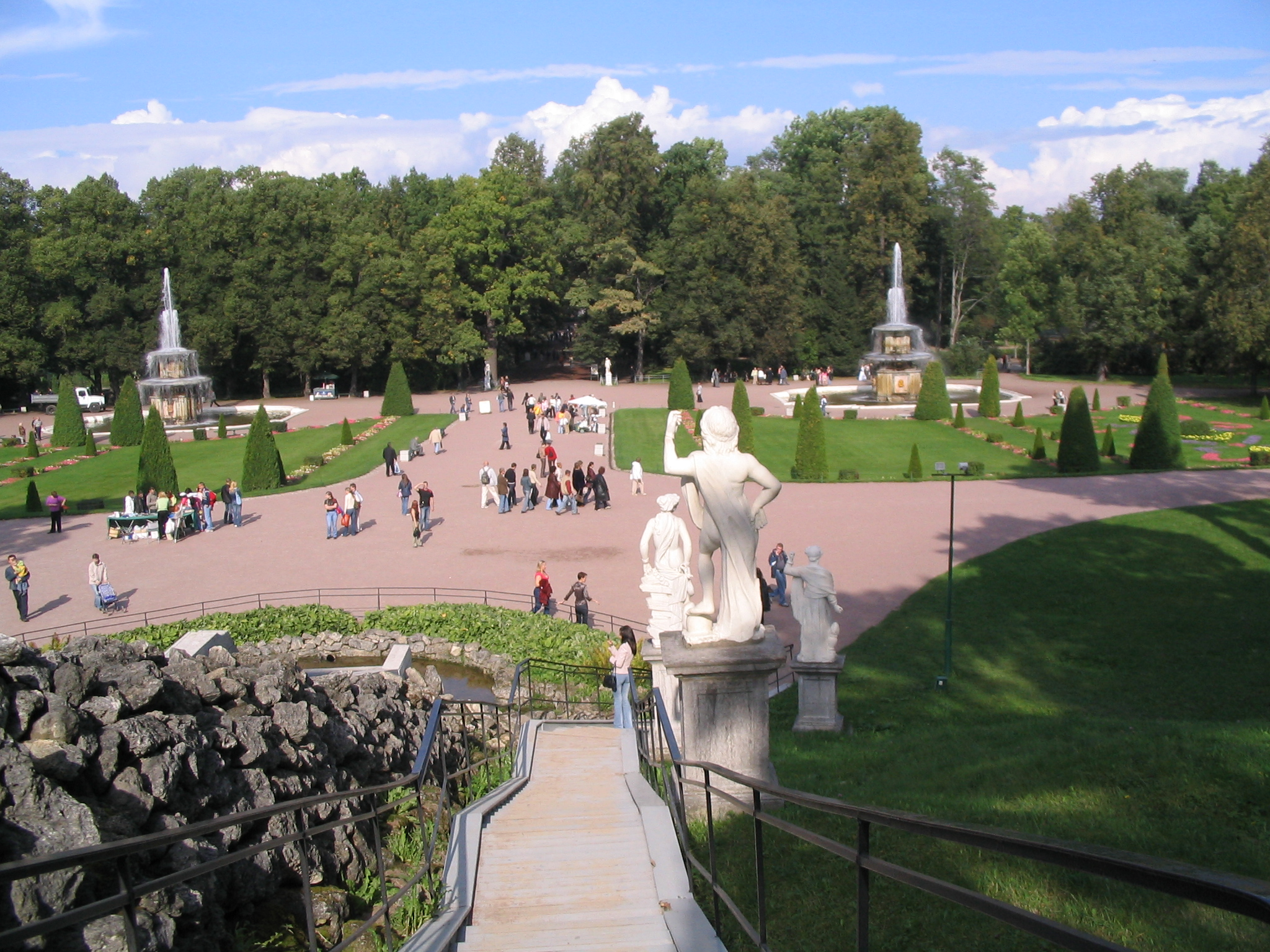
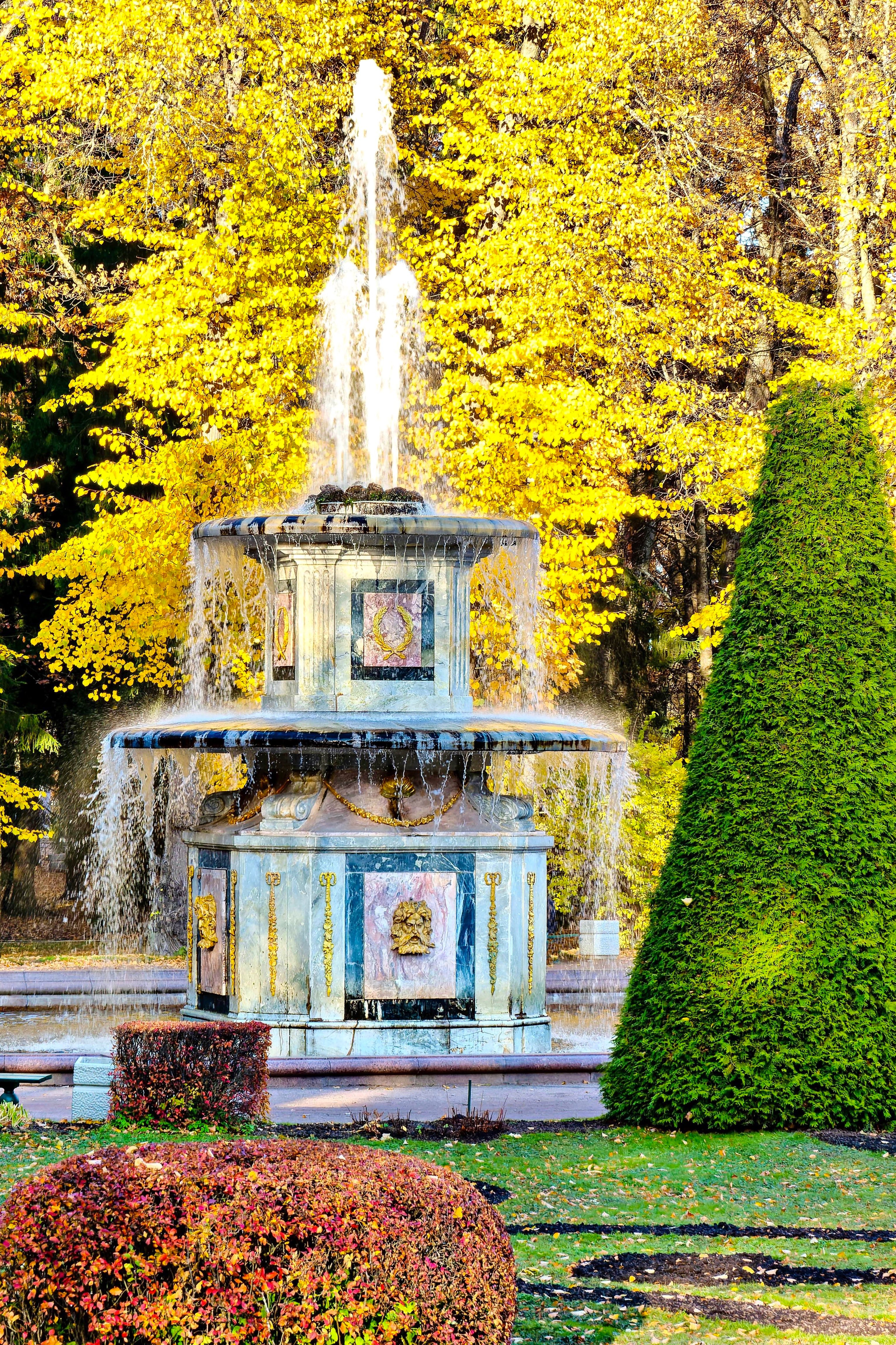
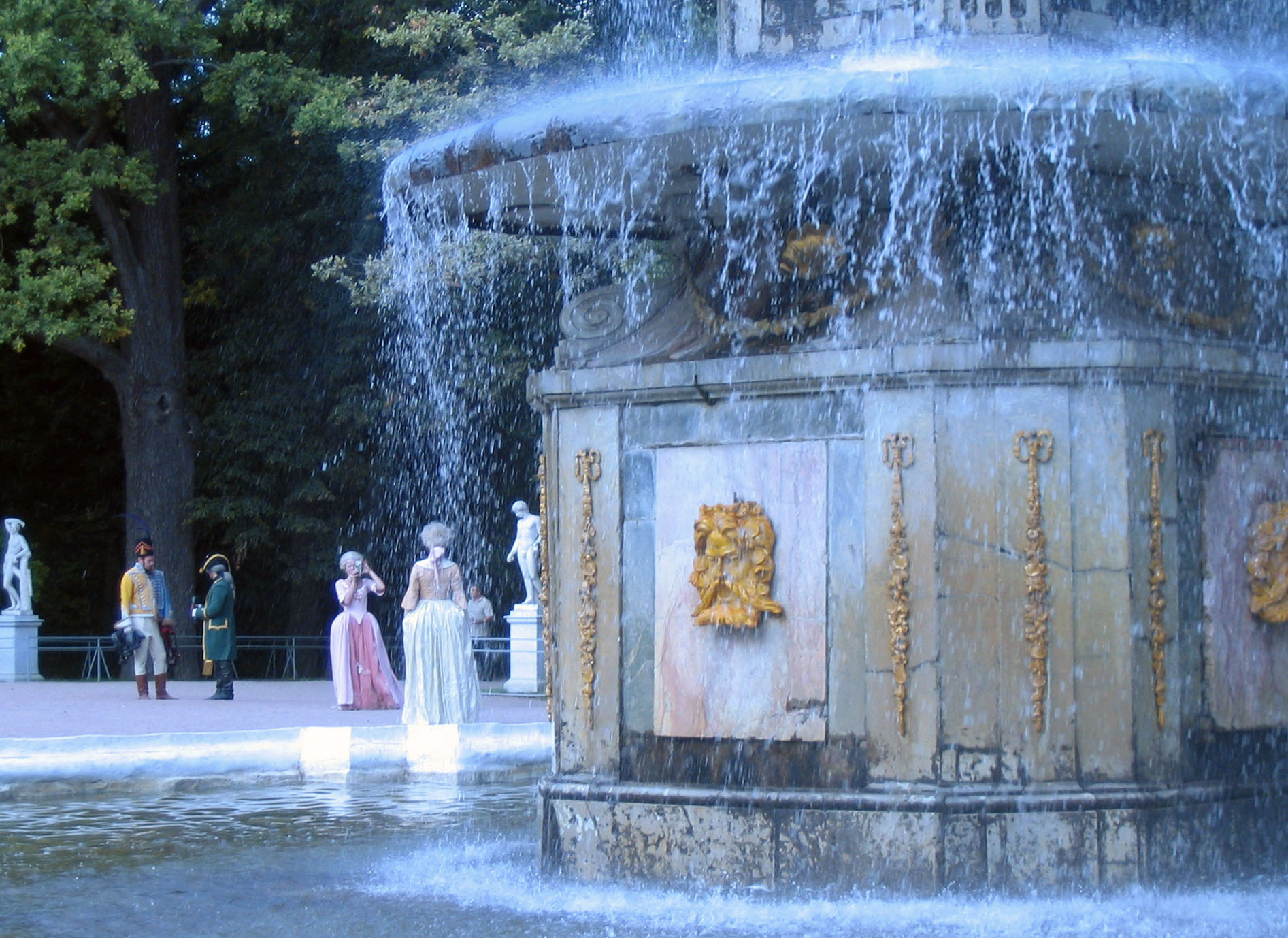
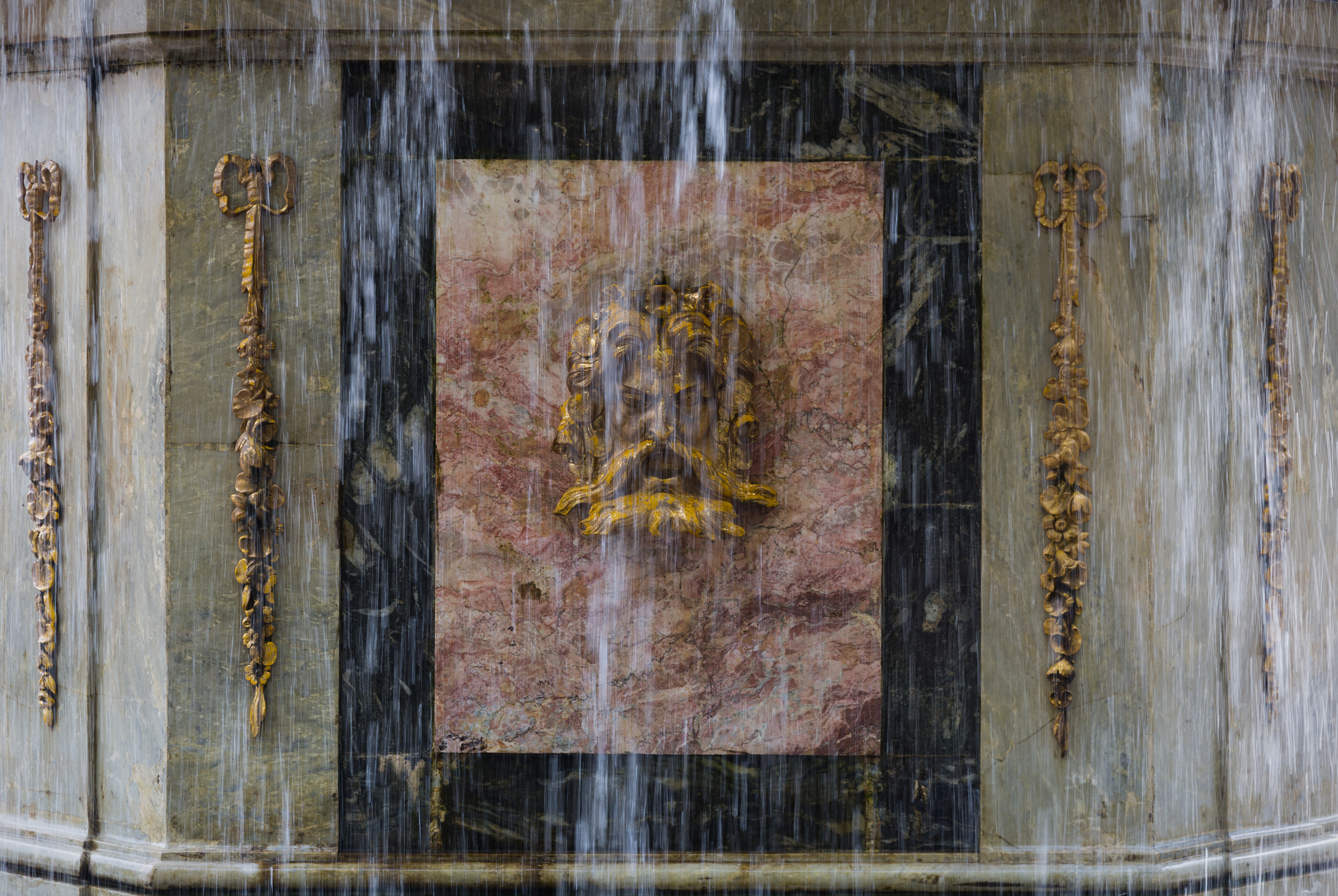
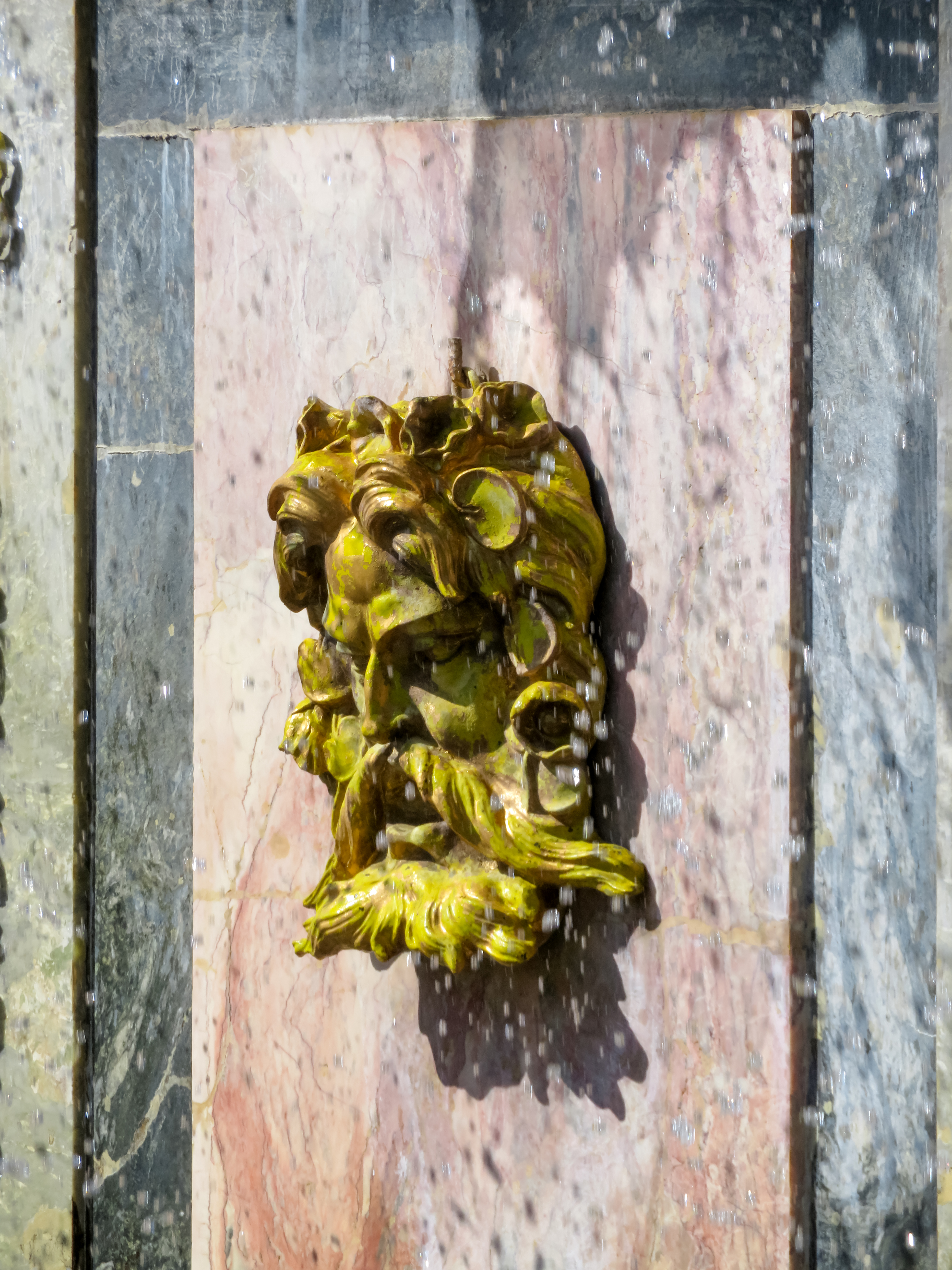
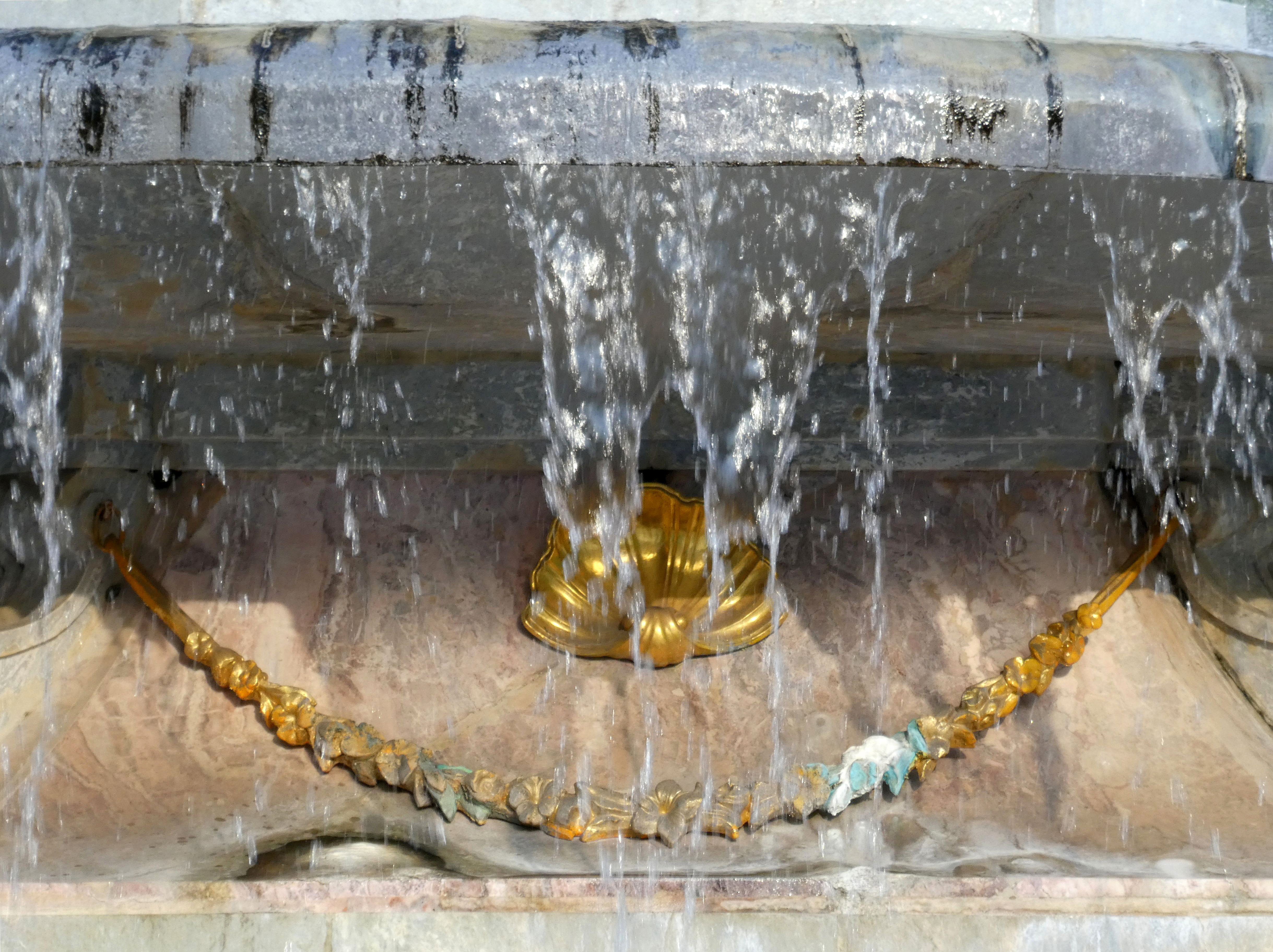
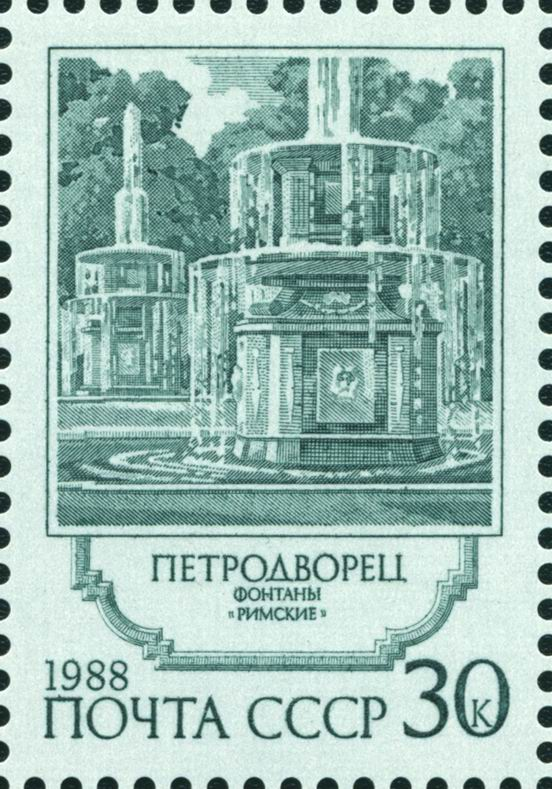
Почтовая марка, 1988 год